# 戴夢夢
戴夢夢（英語：Renee Dai，1984年12月12日—），香港女歌手，中學時就讀於新法書院及嘉諾撒聖家書院。

## 演藝生平

### 童星時期（1990年-2003年）
1990年，因參加「小偶像競選大賽」獲得冠軍而入行。從此開始她的演藝生平，並參演多部電視劇。最著名的作品是《飄零燕》中的蔡曉詩。
2001年，她於香港電台節目《完全學生手冊》的亮相後，開始嶄露頭角。

### 歌唱方面（2003年-2011年）
2003年，Renee加入樂壇。同年，Renee憑著歌曲《花斑虎次郎》獲得兒歌金曲開心嘉年華十大兒歌金曲及兒歌金曲銀獎。
2004年，Renee於廣東電台《音樂先鋒榜》奪得香港最佳女新人獎及在PM第3屆人氣歌手頒獎禮奪得飛躍人氣女新人獎。
2005年，Renee憑著廣告歌「廚師推介」奪得廣州《勁歌王》最受歡迎廣告歌大獎及廣州《勁歌王》網絡人氣女歌手大獎。
2010年，Renee與范振鋒憑著歌曲《愚不可及》在2010新城勁爆頒獎禮獲得新城勁爆合唱歌曲（第一名）。

### 經理人時期（2011年-）
2011年，她決定轉型並退出銀幕成為藝員經理人。

## 家庭
翁虹是她的契媽，林建名是她的契爺

## 感情生活
戴夢夢曾經與陈果齐儿子陈定邦拍拖，兩人於2012年疑因第三者介入而分手，有傳指歌手傅穎為第三者。
另外，她亦曾與太極樂隊成員朱翰博拍拖，於2020年分手，戴夢夢在2021年10月初接受黃婉曼訪問時談及二人關係：「我哋分開咗年幾，大家再見亦是朋友，我哋目標同方向都唔同，再一齊落去大家都唔開心，不如轉一個形式相處，唔再係情侶，變咗哥哥一樣嘅屋企人，親人嘅關係仲好啲，唔會有壓力。」
2021年10月18日，戴夢夢在社交網宣布與圈外人Kyle結婚，婚期定在同年11月。

## 電視劇
- 1990年：亞洲電視《第三間電台》
- 1990年：亞洲電視《Q表姐》飾 柴夢娜
- 1991年：亞洲電視《香港奇案之八大毒梟》
- 1991年：亞洲電視《香港奇案之烹夫》
- 1991年：亞洲電視《觸電情緣》
- 1995年：亞洲電視《精武門》飾 陳小燕
- 1996年：亞洲電視《飄零燕》飾 蔡曉詩
- 1996年：亞洲電視《再見艷陽天》飾 方曉華（童年）
- 1996年：《誰是兇手·情義心》 飾 李陽女兒
- 1996年：《劍嘯江湖》飾 秦莫愁（童年）
- 2001年：香港電台《完全學生手冊》
- 2003年：香港電台《親親孩子親親書》
- 2003年：無綫電視《當四葉草碰上劍尖時》飾 黃妙兒
- 2004年：無綫電視《赤沙印記@四葉草.2》
- 2005年：3G劇《求愛1,2,3》
- 2005年：無綫電視《奇幻潮之“復仇”》飾 鄭嘉莉（Kary）
- 2008年：無綫電視《尖子攻略》飾 梁詩詩

## 電影
- 1992年：《流星蝴蝶劍》 飾 何青（童年）
- 1996年：《情人的眼淚》
- 1997年：《戰狼傳說》
- 2005年：《妃子笑》飾 齊晴兒
- 2005年：《千杯不醉》
- 2009年：《同門》飾 樂樂
- 2010年：《宅男總動員：女神歸來》飾 夢夢
- 2012年：《我老婆唔夠秤II：我老公唔生性》飾 譚太
- 2013年：《懷孕大冒險》

## 網路電影
- 2016年 《梟雄系列之暗途》

## 綜藝節目
- 2005年：無綫電視《筋肉擂台》：第1集 （嘉賓）
- 2006年：無綫電視《問題娛樂圈》：第19集 （嘉賓）
- 2007年：無綫電視《最緊要進步》：第9、10集（嘉賓）
- 2009年：無綫電視《大咕窿》：第5、6集（嘉賓）
- 2009年：無綫電視《My Name Is 邦》：第24集（嘉賓）
- 2010年：無綫電視《名人廚房》：第2集（嘉賓主持）
- 2010年：無綫電視《逐格鬥》：第13集（嘉賓）
- 2010年：無綫電視《愛情研究院》：第124集（嘉賓）
- 2010年：無綫電視《千奇百趣Summer Fun》：第7、8集（嘉賓）
- 2011年：無綫電視《心有靈犀》：第5集（嘉賓）
- 2012年：亞洲電視《亞視百人》：第48集（嘉賓）
- 2013年：有線電視《繼續寵愛》：（嘉賓）
- 2016年：ViuTV《跟住矛盾去旅行》：第12、13集（嘉賓）

## 唱片
| 專輯 # | 專輯名稱         | 專輯類型 | 發行公司 | 發行日期       | 曲目 |
| ------ | ---------------- | -------- | -------- | -------------- | --- |
| 1st    | Dreams Come True | EP       | 環球唱片 | 2004年8月20日  | 曲目 CD 1. 白日夢之戀 2. 當事人 3. 間歇性 4. 初戀見証 5. 天造地設 6. 無可救藥 7. 成全 |
| 2nd    | I Like Dreamin'  | EP       | 環球唱片 | 2005年10月18日 | 曲目 CD 1. 廚師推介(味千拉麵廣告) 2. 一筆過(百樂牌原子筆廣告) 3. 花洒 4. 先生貴姓 5. Bonus Track:先生貴姓(Michael K Mix) Bonus VCD 1. 花洒(Music Video) Featuring 唐詩詠 朱凱婷 高皓正 李雨陽 |
| 3rd    | Self Love        | EP       | 大名娛樂 | 2009年8月4日   | 曲目 AVCD 1. 花木難 MV 2. 一走了之 MV 3. 花木難 4. 一走了之 5. 動漫女神[2009香港動漫電玩節] (戴夢夢 / 趙碩之 / 尹蓁晞 / 陳若嵐合唱)                                                           |
| 3rd    | Guardian Of Love | EP       | 大名娛樂 | 2010年8月10日  | 曲目 AVCD 1. 愚不可及(MV) 2. 愛．承諾(MV) 3. 愚不可及 4. 愛．承諾 5. 披星戴夢 6. 星模獨白 7. 小王子的玫瑰 8. 愚不可及(合唱)                                                                   |

## 單曲
- 2003年：《超級小黑咪》 (翻唱陳慧琳作品)
- 2003年：《花斑虎次郎》
- 2005年：《雨裡同行》
- 2006年：《帶智慧射球》
- 2008年：《好學為福》 (TVB劇集尖子攻略主題曲) (與歐陽震華、HotCha、范萱蔚合唱)
- 2010年：《愛‧承諾》
- 2010年：《愚不可及》
- 2017年：《天真一對》（電影《雄途末路》主題曲,與梁山山合唱)
- 2017年：《你的抱歉》(與梁山山合唱)

## 廣告
- 1993年：羅拔臣Jelly
- 1993年：阿華田-中國
- 1996年：護舒寶-硬照
- 2000年：玫瑰水-硬照
- 2001年：7-eleven 便利店
- 2003年：Neway卡拉OK
- 2003年：Kappa 體育用品廣告
- 2003年：飛爽 Fusion 薄荷糖廣告
- 2003年：沖涼瘦啫喱(平面廣告)
- 2003年：Sony Play Station 2 頭文字D Game
- 2003年：Biore
- 2003年：AGL
- 2003年：Che-ez! 數碼攝錄機及數碼相機
- 2004年：美素子休閒服(中國)
- 2004年：Fusion 飛爽燕窩薄荷糖
- 2004年：Sanrio Vogue
- 2004年：2004 Neway 三部曲
- 2004年：2004 Neway K-Fun
- 2004年：Trendyland
- 2004年：Trendy Toon Town
- 2005年：味千拉麵 (與葉文輝合演)
- 2005年：Jackeline Beauty Salon(平面廣告)
- 2005年：百樂牌原子筆
- 2005年：Trendyland(平面廣告)
- 2005年：Caterpillar(平面廣告)
- 2005年：運動家
- 2005年：香港駕駛學院

## 曾獲獎項
- 1990年：亞洲電視“小偶像競選大賽”冠軍
- 2001年：全球華人新秀歌唱大賽（香港區選拔賽）八強
- 2003年：兒歌金曲開心嘉年華－十大兒歌金曲（花班虎次郎）
- 2003年：兒歌金曲開心嘉年華－兒歌金曲銀獎（花班虎次郎）
- 2004年：廣東電台《音樂先鋒榜》：香港最佳女新人獎
- 2004年：PM第3屆人氣歌手頒獎禮：飛躍人氣女新人獎
- 2004年：TVB優秀選第二回：新星試打三屆台主（白日夢之戀）
- 2005年：廣州《勁歌王》：最受歡迎廣告歌大獎：“廚師推介”
- 2005年：廣州《勁歌王》：網絡人氣女歌手大獎
- 2010年：新城勁爆頒獎禮2010：新城勁爆合唱歌曲（愚不可及）

## 外部連結
- 戴夢夢的Instagram帳戶
- 戴夢夢的新浪微博
- 新浪香港娛樂 明星個人檔案